# Localidad (Colombia)

Localidades del Distrito Capital (Bogotá).

En Colombia, los distritos especiales están divididos en localidades, de acuerdo con las características sociales de sus habitantes, con homogeneidad relativa desde el punto de vista geográfico, social, cultural y económico.
A las autoridades de la localidad les compete la gestión de los asuntos propios de su territorio; y a las distritales garantizar el desarrollo y ordenamiento armónico e integrado de la entidad territorial.
Los municipios que se eleve a la categoría de Distrito, tendrá que reemplazar su división de comunas y corregimientos para organizarse en localidades (Ya que estas cumplirá sus funciones tanto en zonas urbanas como rurales). Aunque habrá excepciones de acuerdo a la ley de mantener el ordenamiento territorial de los municipios como el caso de los últimos distritos creados como Medellín.

## Administración
Cada localidad estará sometida, en los términos establecidos en esta ley y los acuerdos distritales, a la autoridad del alcalde mayor, de una Junta Administradora Local y del respectivo alcalde local.
Cada localidad tendrá un alcalde local, que será nombrado por el alcalde mayor de terna elaborada por la correspondiente Junta Administradora Local, en asamblea pública, citada por el alcalde distrital y que deberá tener quórum con no menos del ochenta por ciento (80%) de sus miembros.Para la integración de la terna se usará el sistema de cociente electoral.
Luego de crearse las localidades, el alcalde distrital en un término no mayor de dos (2) meses hará la primera citación a tal asamblea y en los períodos sucesivos de posteriores administraciones distritales, se harán dentro de los dos (2) primeros meses luego de la posesión de cada alcalde distrital.

## Reparto de competencias
El concejo distrital, a iniciativa del alcalde distrital, hará la distribución de competencias y funciones administrativas entre las autoridades distritales y locales, teniendo en cuenta los principios de concurrencia, subsidiariedad y complementariedad, y los siguientes criterios generales:
1. La asignación de competencias a las autoridades locales buscará un mayor grado de eficiencia en la prestación de los servicios.
2. El ejercicio de funciones por parte de las autoridades locales deberá implementar las metas y disposiciones del Plan General de Desarrollo.
3. En la asignación y delegación de atribuciones deberá evitarse la duplicación de funciones y organizaciones administrativas.
4. No podrán fijarse responsabilidades sin previa asignación de los recursos necesarios para su atención.

## Lista de Localidades distritales
Localidades por distritos:
| Distrito            | Localidades |
| ------------------- | --- |
| Bogotá              | Usaquén • Chapinero • Santa Fe • San Cristóbal • Usme • Tunjuelito • Bosa • Kennedy • Fontibón • Engativá • Suba • Barrios Unidos • Teusaquillo • Los Mártires • Antonio Nariño • Puente Aranda • La Candelaria • Rafael Uribe Uribe • Ciudad Bolívar • Sumapaz. |
| Barranquilla        | Riomar • Norte-Centro Histórico • Sur Occidente • Metropolitana • Sur Oriente. |
| Buenaventura        | Isla de Cascajal • El Pailón. |
| Cartagena de Indias | Histórica y del Caribe Norte • De La Virgen y Turística • Industrial de La Bahía. |
| Santa Marta         | I (Cultural Tayrona - San Pedro Alejandrino) • II (Histórica - Rodrigo de Bastidas) • III (Turística - Perla del Caribe). |
| Turbo               | I - Agrícola y Portuaria. |